# Fabien Antolinos
Fabien Antolinos est un athlète français né le 26 avril 1977 à Bron. Spécialiste de l'ultra-trail, il a notamment remporté le Lavaredo Ultra Trail en 2017.

## Résultats
| no  | masculin           | Course                           | Longueur | Départ          | Temps            |
| --- | ------------------ | -------------------------------- | -------- | --------------- | ---------------- |
| 2e  | Médaille d'argent  | Lyon Urban Trail                 | 40 km    | 2 novembre 2008 | 02 h 55 min 01 s |
| 1er | Médaille d'or      | SaintéLyon                       | 69 km    | 7 décembre 2008 | 05 h 00 min 10 s |
| 1er | Médaille d'or      | Éco-Trail de Paris Île-de-France | 80 km    | 26 mars 2011    | 06 h 28 min 00 s |
| 1er | Médaille d'or      | 6000D                            | 60 km    | 30 juillet 2011 | 05 h 44 min 07 s |
| 3e  | Médaille de bronze | Éco-Trail de Paris Île-de-France | 80 km    | 24 mars 2012    | 06 h 04 min 31 s |
| 3e  | Médaille de bronze | 6000D                            | 55 km    | 28 juillet 2012 | 04 h 45 min 02 s |
| 1er | Médaille d'or      | Festival des Templiers           | 72 km    | 28 octobre 2012 | 06 h 10 min 35 s |
| 1er | Médaille d'or      | Festival des Templiers           | 100 km   | 25 octobre 2013 | 09 h 55 min 46 s |
| 1er | Médaille d'or      | Lavaredo Ultra Trail             | 120 km   | 23 juin 2017    | 12 h 32 min 34 s |